# Sarin
Sarin (njem. Sarin) ili izopropilni ester metilfluorfosfonske kiseline, C4H10FO2P, je živčani bojni otrov iz skupine trilona, i iznimno je otrovan. Djeluje kao inhibitor (kemijska tvar koja u malim količinama usporava ili zaustavlja kemijsku reakciju) enzima kolinesteraze. U čovjekov organizam ulazi kroz organe za disanje, ali i kroz kožu i sluznicu, nadražuje živčani sustav uz pojavu muskarinskog i nikotinskog učinka (suženje zjenica, glavobolja, drhtanje, strah, pojačano lučenje sline) te ubrzo uzrokuje smrt. Bezbojan je i bez mirisa pa se otkriva tek po svojem otrovnom učinku. Upotrijebljen je u Iransko-iračkom ratu (od 1980. do 1988.) i u dvama terorističkim napadima u Japanu, 1994. i 1995. Protuotrov sarinu je atropin.

## Bojni otrovi
Bojni otrovi su otrovne tvari koje se u ratu koriste za uništavanje ili onesposobljivanje ljudi, životinja i biljaka te za zagađivanje zemljišta i objekata. Glavna su dio kemijskoga oružja i u borbi se njima djeluje iz raznih vrsta kemijskoga streljiva i lansirnih sredstava, od ručne bombe, mina i granata do kemijskih i kasetnih bombi, bojnih glava rakete, zrakoplovnih i drugih uređaja za raspršivanje. To su uglavnom tekućine ili čvrste tvari, rjeđe plinovi. 
Haškom konvencijom 1899. prvi je put bila zabranjena proizvodnja i uporaba bojnih otrova u ratne svrhe. Ipak, najviše su se koristili u Prvom svjetskome ratu (122 000 tona uzrokovalo je smrt 91 000 i ozljede 1 297 000 osoba). Iako je Ženevskim protokolom iz lipnja 1925. potvrđena zabrana primjene kemijskoga i biološkoga oružja, uporaba bojnih otrova u ratnim sukobima ipak je nastavljena. Talijanska je vojska u ratu s Etiopijom (1936.) uporabila plikavce i zagušljivce, a japanska vojska u ratu protiv Kine (od 1937. do 1943.) iperit. 

### Slike
| |                                                                                        |                            |
| Kunić je provjeravao curenja u nekadašnjem pogonu za proizvodnju sarina (Rocky Mountain Arsenal), 1970. | Presjek kroz američki raketnu bojnu glavu, koji prikazuje bombe M134 Sarin (oko 1960.) | Kemijska struktura sarina. |